# Nova beseda
Nova beseda je besedilni korpus, ki ga vzdržujeta Inštitut za slovenski jezik Frana Ramovša ter ZRC SAZU - Laboratorij za korpus slovenskega jezika.
Korpus je namenjen predvsem za slovaropisne potrebe Inštituta, obenem pa tudi vsem drugim, ki se ukvarjajo z izobraževanjem in raziskovanjem slovenskega jezika. Korpus se je začel s spletno postavitvijo elektronske zbirke leposlovnih besedil v letu 1999, skupaj 3 milijone besed, zbranih in obdelanih v okviru doktorske disertacije Zgornja meja entropije pri leposlovnih besedilih v slovenskem jeziku iz teorije informacij.